# Les Verchers-sur-Layon
Les Verchers-sur-Layon (francouzská výslovnost: [le vɛʁʃe syʁ lɛ̃jɔ̃], doslova Les Verchers na Layonu) je bývalá obec v departementu Maine-et-Loire v západní Francii. Dne 30. prosince 2016 se stala součástí nové obce Doué-en-Anjou.

## Geografie
Obcí protéká řeka Layon.